# Ресурсні записи DNS
Ресурсні записи DNS — записи про відповідність імені і службової інформації в системі доменних імен.
В даний час визначені наступні типи ресурсних записів (жирним виділені типи записів, які найчастіше використовуються):
| Тип        | Розшифровка назви (англ.)                              | Код | Опис | Використовуваність                                                                     | RFC                |
| ---------- | ------------------------------------------------------ | --- | --- | -------------------------------------------------------------------------------------- | ------------------ |
| A          | Address                                                | 1   | Адресний запис, відповідність між ім'ям і IP-адресою                                                                              | Один з найвживаніших записів                                                           | RFC 1035           |
| A6         | Address version 6                                      | 38  | Адреса у форматі IPv6 | Замінений на AAAA через надмірну складність у реалізації, статус «експериментального». | RFC 3363, RFC 2874 |
| AAAA       | A+1+1+1 (A використовується для IPv4, AAAA — для IPv6) | 28  | Адреса у форматі IPv6 | Еквівалентний А для IPV4                                                               | RFC 3596           |
| AFSDB      | AFS database                                           | 18  | Розміщення бази даних AFS | Рідковикористовуваний, частіше використовується SRV-запис                              | RFC 1183           |
| CNAME      | Canonical name                                         | 5   | Канонічне ім'я для псевдоніма (однорівнева переадресація)                                                                         | Широко використовується (але має обмеження по використанню)                            | RFC 1035           |
| DNAME      | Domain Name                                            | 39  | Псевдонім для домену | ?                                                                                      | RFC 6672           |
| DNSKEY     | DNS Key record                                         | 48  | Ключ підпису в DNSSEC. Формат — як у запису KEY.                                                                                  | DNSSEC                                                                                 | RFC 4034           |
| DS         | Delegation signer                                      | 43  | Відбиток (fingerprint) ключа підпису в DNSSEC                                                                                     | DNSSEC                                                                                 | RFC 3658           |
| GPOS       | Geographical position                                  | 27  | Географічне розміщення | Застарів, див. LOC                                                                     | RFC 1712           |
| HINFO      | Host Information                                       | 13  | Інформація про вузол | Рідковикористовуваний                                                                  | RFC 1035           |
| ISDN       | ISDN address                                           | 20  | Адреса у форматі ISDN | Рідковикористовуваний (через малу популярність мереж ISDN без IP-маршрутизації)        | RFC 1183           |
| KEY        | Public key                                             | 25  | Відкритий ключ, використовується в DNSSEC                                                                                         | Рідковикористовуваний                                                                  | RFC 2535, RFC 3445 |
| KX         | Key Exchanger                                          | 36  | ? | ?                                                                                      | RFC 2230           |
| LOC        | Location information                                   | 29  | Географічне розміщення домену | ?                                                                                      | RFC 1876           |
| MB         | Mailbox                                                | 7   | Поштова скринька | Рідковикористовуваний, експериментальний                                               | RFC 1035           |
| MD         | Mail destination                                       | 3   | Поштова адреса | Застарів                                                                               | RFC 1035           |
| MF         | Mail forwarder                                         | 4   | Перенаправлення пошти | застарів                                                                               | RFC 1035           |
| MG         | Mail group member                                      | 8   | Номер поштової групи | Рідковикористовуваний, експериментальний                                               | RFC 1035           |
| MINFO      | Mailbox or mailing list information                    | 14  | Інформація про поштову скриньку або розсилку, експериментальний                                                                   | ?                                                                                      | RFC 1035           |
| MR         | Mail rename domain name                                | 9   | ? | Рідковикористовуваний, експериментальний                                               | RFC 1035           |
| MX         | Mail Exchanger                                         | 15  | Адреса поштового шлюзу для домену. Складається з двох частин — пріоритету (чим число більше, тим нижчий пріоритет) і адреси вузла | Критично важливий для SMTP-протоколу, основа маршрутизації пошти в Інтернеті           | RFC 1035           |
| NAPTR      | Naming authority pointer                               | 35  | Вказівник на авторитетний вузол іменування (використовується для IP-телефонії)                                                    | Рідковикористовуваний                                                                  | RFC 3263, RFC 3403 |
| NULL       | Null record                                            | 10  | Порожній запис | Рідковикористовуваний, експериментальний                                               | RFC 1035           |
| NS         | Authoritative name server                              | 2   | Адреса вузла, що відповідає за доменну зону. Критично важливий для функціонування самої системи доменних імен                     | DNS                                                                                    | RFC 1035           |
| NSAP       | Network service access point address                   | 22  | Вказівники в стилі OSI | Рідковикористовуваний                                                                  | RFC 1706           |
| NSAP-PTR   | NSAP pointer                                           | 23  | Вказівник на NSAP | Застарів                                                                               | RFC 1348           |
| NSEC       | Next-Secure record                                     | 47  | Частина DNSSEC, підтверджує відсутність запису. Формат — як у NXT.                                                                | DNSSEC                                                                                 | RFC 4034           |
| NSEC3      | Next-Secure record                                     | 50  | Розширення DNSSEC, що підтверджує відсутність запису без можливості перегляду вмісту зони                                         | DNSSEC                                                                                 | RFC 5155           |
| NSEC3PARAM | NSEC3 parameters                                       | 51  | Запис з параметрами для NSEC3. | DNSSEC                                                                                 | RFC 5155           |
| NXT        | Next domain                                            | 30  | Вказівник на наступний домен підписаної зони                                                                                      | Застарів DNSSEC                                                                        | RFC 2065           |
| PTR        | pointer                                                | 12  | Відповідність адреси імені — зворотня відповідність для A і AAAA.                                                                 | Широко використовується для IPv4-адрес в домені in-addr.arpa, для IPv6 — в ip6.arpa    | RFC 1035           |
| PX         | Pointer to X.400                                       | ?   | Вказівник на систему маршрутизації пошти X.400                                                                                    | X.400                                                                                  | RFC 822, RFC 2163  |
| RP         | Responsible person                                     | 17  | Відповідальний | ?                                                                                      | RFC 1183           |
| RRSIG      | DNSSEC signature                                       | 46  | Підпис запису засобами DNSSEC. Формат — як у SIG.                                                                                 | DNSSEC                                                                                 | RFC 4034           |
| RT         | Route through                                          | 21  | Вказівник на вузол, через який слід здійснювати маршрутизацію                                                                     | Рідковикористовуваний                                                                  | RFC 1183           |
| SIG        | Cryptographic public key signature                     | 24  | Сигнатура публічного підпису | Рідковикористовуваний                                                                  | RFC 2931           |
| SOA        | Start of authority                                     | 6   | Вказівка на авторитетність інформації, використовується для вказівки на нову зону                                                 | DNS                                                                                    | RFC 1035           |
| SPF        | Sender Policy Framework                                | 99  | Вказує сервери, які можуть надсилати пошту з цього домену                                                                         | Повинен використовуватись для SPF-запису, який раніше розміщувався в записі TXT        | RFC 7208           |
| SRV        | Server selection                                       | 33  | Вказівка на розміщення серверів для сервісів                                                                                      | Jabber, Active Directory                                                               | RFC 2782           |
| SSHFP      | SSH Fingerprints                                       | 44  | Відбиток ключа SSH | Рідковикористовуваний                                                                  | RFC 4255           |
| TKEY       | Transaction key                                        | 249 | Метод розповсюдження ключів для TSIG-записів                                                                                      | ?                                                                                      | RFC 2930           |
| TLSA       | Certificate association                                | 52  | Ресурсний запис DANE | ?                                                                                      | RFC 6698           |
| TSIG       | Transaction signature                                  | 250 | Ідентифікація для DNS-операцій з використанням загальних секретних ключів і гешів                                                 | При передачі зон між DNS-серверами                                                     | RFC 2845           |
| TXT        | Text string                                            | 16  | Запис довільних двійкових даних, розміром до 255 байт                                                                             | Sender Policy Framework, DNS-тунелі та інше                                            | RFC 1035           |
| WKS        | Well-known service                                     | 11  | Список доступних загальновідомих сервісів (загальновідомі — з реєстрованими номерами портів)                                      | ?                                                                                      | RFC 1035           |
| X25        | PSDN address                                           | 19  | Адреса у форматі X.25 | Рідковикористовуваний                                                                  | RFC 1183           |